# Krugerhaus

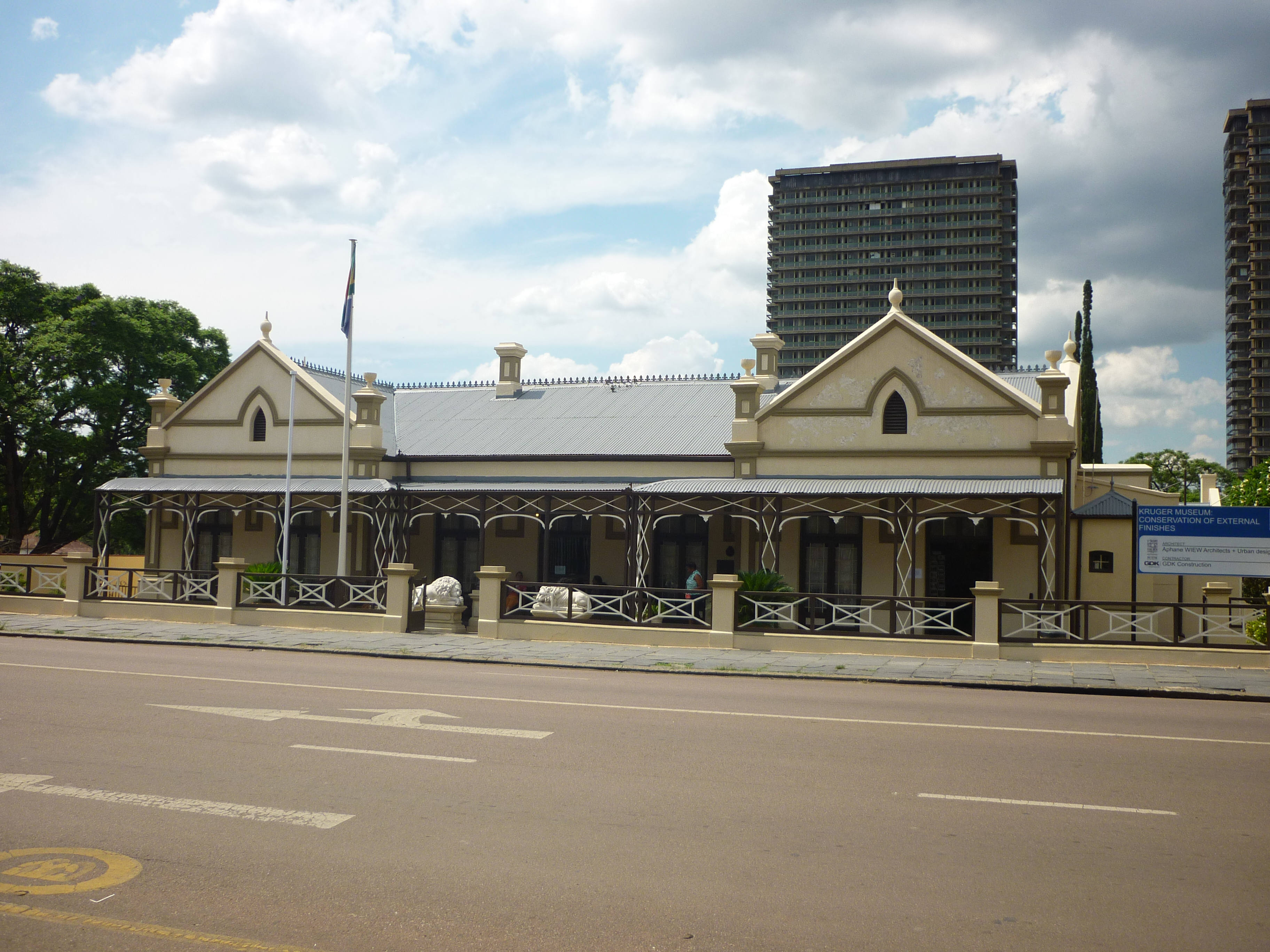
Das Krugerhaus in Pretoria, Dezember 2012

Das Krugerhaus (afrikaans Krugerhuis; englisch Kruger House) ist die ehemalige Residenz von Paul Kruger, dem früheren Präsidenten der Südafrikanischen Republik. Es steht in der 59 WF Nkomo Street (ehemals Kerkstraat / Church Street) in Pretoria, Südafrika, und ist heute ein Museum.

## Geschichte
Das Haus wurde 1884 durch den Architekten Tom Claridge geplant und unter der Leitung von Charles Clark gebaut. Eine Besonderheit ist der Zement, mit dem das Haus gebaut wurde. Wegen schlechter Qualität mischte man Milch statt Wasser in das Zementgemisch. Des Weiteren erhielt das Haus als erstes Haus von Pretoria einen Stromanschluss, so dass es mit elektrischem Licht ausgestattet werden konnte. 1891 wurde das Krugerhaus an das Telefonnetz angeschlossen. Krugers Frau Gezina starb hier während des Exils ihres Mannes am 20. Juli 1901. Die Regierung der Südafrikanischen Union kaufte das Haus im Jahre 1925 und richtete darin 1934 ein Museum ein. Die ursprüngliche Einrichtung wurde dabei mit Elementen aus der gleichen historischen Periode ergänzt. Seit 1936 ist das Haus eine Gedenkstätte.

## Aufbau des Hauses
Auf der Veranda des Hauses stehen zwei Steinlöwen, die Präsident Krüger anlässlich seines 71. Geburtstages am 10. Oktober 1896 vom Minenbesitzer Barney Barnato geschenkt bekam. Im Inneren des Hauses kann man das Empfangszimmer von Frau Kruger, die beiden Büros, die Gästeschlafzimmer, das Speisezimmer, das Schlafzimmer der Familie Kruger sowie die Speisekammer und die Küche besichtigen. Das Empfangszimmer des Präsidenten spielt im Haus jedoch eine besondere Rolle. Paul Kruger empfing in diesem Raum viele Personen. Zu den bekanntesten zählen Cecil Rhodes, Marthinus Theunis Steyn und Barney Barnato. Außerdem fand hier jeden Tag die Morgenandacht statt, bei der jeder Bewohner des Hauses anwesend sein musste. Selbst die diensthabende Wache hatte zum Gebet auf der Veranda stehen müssen. Während der Morgenandacht wurde auf der Heimorgel gespielt.

## Der Hinterhof
Am Ende des Hinterhofs steht der Eisenbahnwagen des Präsidenten. Er wurde für Staatsbesuche in Natal und im Oranje-Freistaat genutzt. Als Kruger ins Exil nach Europa ging, diente dieser Wagen auf der Fahrt nach Lourenco Marques als Residenz.
In einer Ausstellungshalle wird das Eigentum des jungen Kruger gezeigt. Direkt am Eingang ist die Staatskutsche und ein Ochsenwagen (afrikaans: Ossewa) ausgestellt. Die Staatsgeschenke bilden einen weiteren Teil dieser Ausstellung.
Die Exilhalle direkt gegenüber befasst sich mit Krugers Fahrt nach Europa, seinem Empfang in Frankreich und in den Niederlanden bei Königin Wilhelmina. Der letzte Teil der Ausstellung zeigt die Bilder des Staatsbegräbnisses am 16. Dezember 1904 in Pretoria.